# William Johnson (artista)
William Henry Johnson (Florence, Carolina del Sur, 18 de marzo de 1901 - 13 de abril de 1970) fue un pintor estadounidense. Se convirtió en estudiante de la Academia Nacional de Diseño de Nueva York, trabajando con Charles Webster Hawthorne. Más tarde vivió y trabajó en Francia, donde estuvo expuesto al modernismo. Después de que Johnson se casó con la artista textil danesa Holcha Krake, la pareja vivió por un tiempo en Escandinavia. Allí fue influenciado por la fuerte tradición del arte popular. La pareja se mudó a los Estados Unidos en 1938. Johnson finalmente encontró trabajo como maestro en el Harlem Community Art Center, a través del Proyecto Federal de Arte.
El estilo de Johnson evolucionó del realismo al expresionismo a un estilo popular poderoso, por el cual es mejor conocido. El Museo Smithsoniano de Arte Americano, que ha organizado y distribuido las principales exposiciones de sus obras, posee una importante colección de sus pinturas, acuarelas y grabados.

## Educación
William Henry Johnson nació el 18 de marzo de 1901 en Florence, Carolina del Sur, hijo de Henry Johnson y Alice Smoot. Asistió a la primera escuela pública en Florence, la escuela Wilson para negros en la calle Athens. Es probable que a una de sus maestras, Louise Fordham Holmes, quien incluyó el arte en su plan de estudios, introdujo a Johnson en el dibujo.: 6  Johnson practicó el dibujo copiando las tiras cómicas de los periódicos, y consideró una carrera como dibujante de periódicos.: 9 
Se mudó a Nueva York a la edad de 17 años. Realizando una variedad de trabajos, ahorró suficiente dinero para pagar las clases en la prestigiosa Academia Nacional de Diseño. Tomó una clase preparatoria con Charles Louis Hinton, luego estudió con Charles Courtney Curran y George Willoughby Maynard, quienes enfatizaron el retrato clásico y el dibujo de figuras. A partir de 1923, Johnson trabajó con el pintor Charles Webster Hawthorne, quien enfatizó la importancia del color en la pintura. John estudió con Hawthorne en la Escuela de Arte de Cape Cod en Provincetown, Massachusetts. Durante los veranos pagaba su matrícula, comida y alojamiento trabajando como personal de mantenimiento general en la escuela.: 10–17 Johnson recibió varios premios en la Academia Nacional de Diseño, y solicitó una codiciada beca de viaje Pulitzer en su último año. Cuando otro estudiante recibió el premio, Hawthorne recaudó casi $1000 dólares para permitir que Johnson fuera al extranjero a estudiar.: 21 

## Carrera
Johnson llegó a París, Francia, en el otoño de 1927. Pasó un año en París y tuvo su primera exposición individual en el Club de Estudiantes y Artistas en noviembre de 1927. Luego se mudó a Cagnes-sur-Mer en el sur de Francia, influenciado por el trabajo del pintor expresionista Chaim Soutine.: 27–31  En Francia, Johnson aprendió sobre el modernismo.

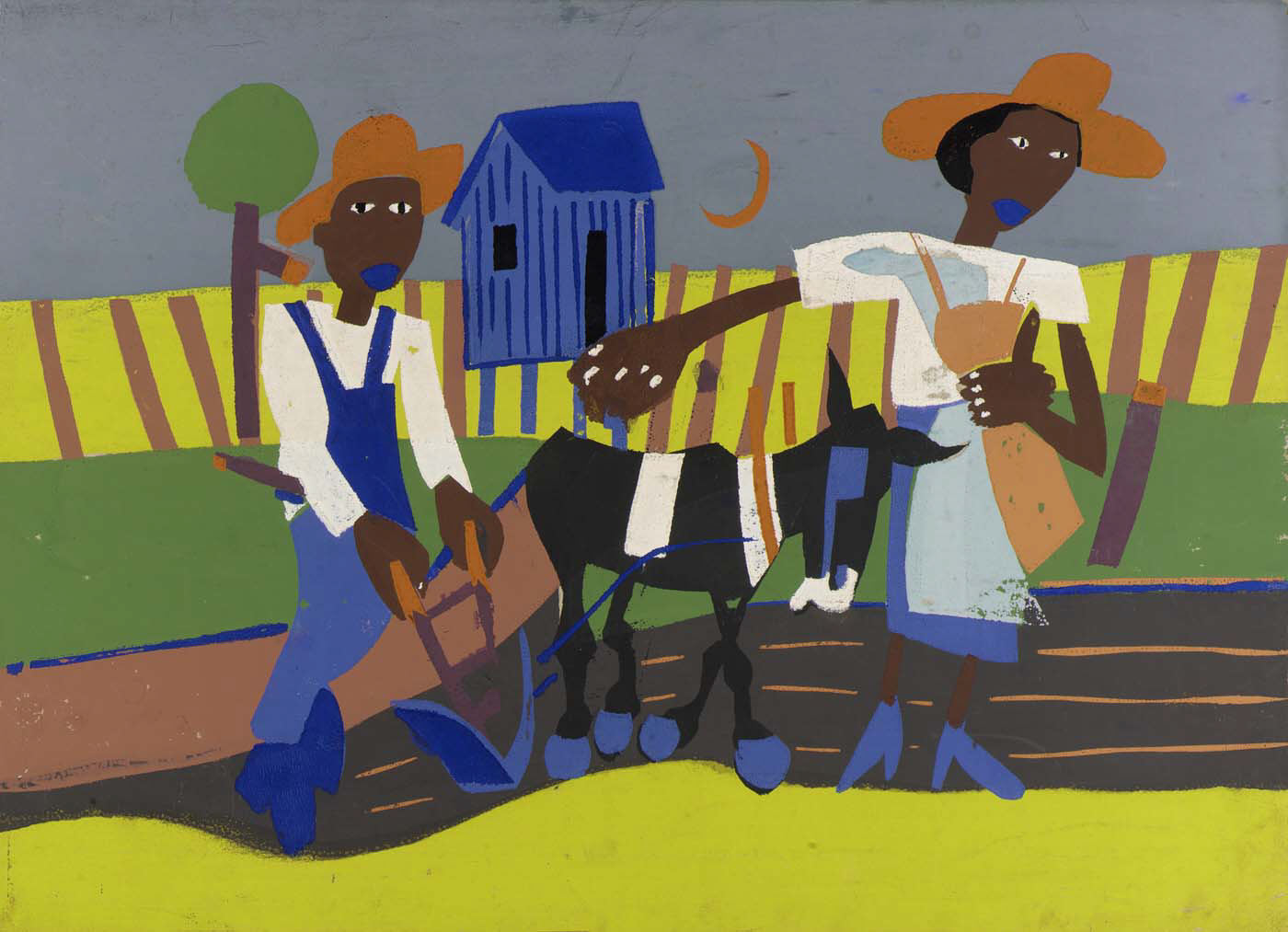
Siembra (1940), de William H. Johnson.

Durante este tiempo, Johnson conoció a la artista textil danesa Holcha Krake (6 de abril de 1885 - 13 de enero de 1944). Holcha viajaba con su hermana Erna, quien también era pintora, y el esposo de Erna, el escultor expresionista Christoph Voll. Johnson fue invitado a unirse a ellos en una gira por Córcega. Johnson y Holcha se sintieron profundamente atraídos a pesar de las diferencias de raza, cultura y edad.: 35–36  

Johnson regresó a los Estados Unidos en 1929. Su compañero artista George Luks alentó a Johnson a ingresar su trabajo en la Fundación Harmon para ser considerado para el Premio de la Fundación William E. Harmon por Logros Distinguidos entre Negros en el Campo de Bellas Artes. Como resultado, Johnson recibió la medalla de oro Harmon en las bellas artes. Fue aplaudido como un "verdadero modernista", "espontáneo, vigoroso, firme, directo".: 41  Otros ganadores del premio de bellas artes incluyen Palmer Hayden, May Howard Jackson y Laura Wheeler Waring.: 41 

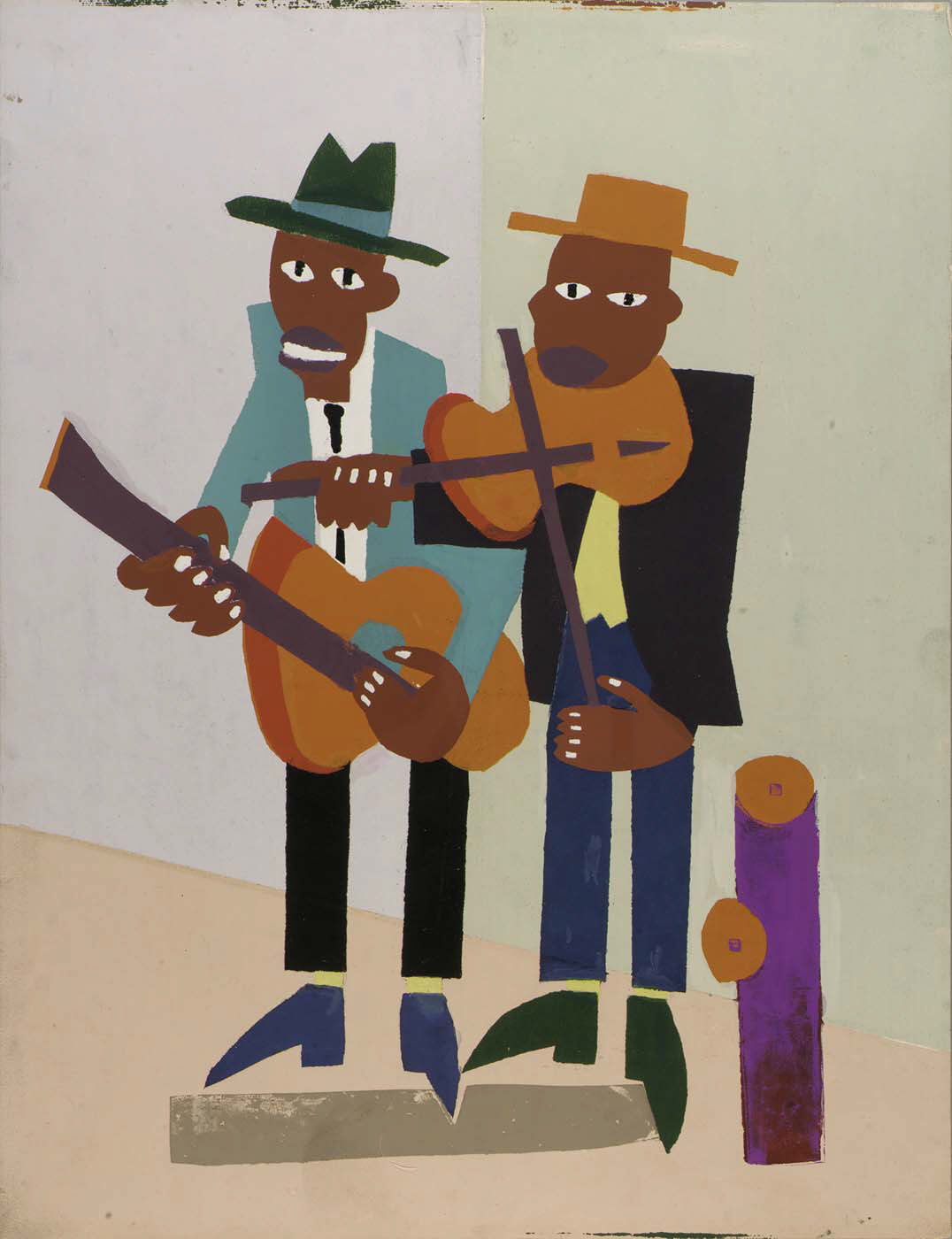
Músicos callejeros (1939–1940), de William H. Johnson.

Mientras estaba en los Estados Unidos, Johnson también visitó a su familia en Florence, donde pintó una cantidad considerable de nuevas obras. Aparentemente, casi lo arrestaron mientras pintaba el Hotel Jacobia, un hito de la ciudad que una vez estuvo de moda y que se había convertido en una destartalada casa de mala reputación. Se desconoce si las acciones de Johnson o su elección de tema estaban en cuestión.: 51 Durante esta visita, Johnson pudo exhibir públicamente sus pinturas dos veces. La primera ocasión fue en una reunión del Instituto de Maestros del Condado de Florence el 22 de febrero de 1930. El segundo fue en un YMCA local donde trabajaba la madre de Johnson. Su jefe, Bill Covington, arregló que Johnson exhibiera 135 de sus pinturas el 15 de abril de 1930. Aunque el periódico Florence Morning News describió a Johnson condescendientemente como un "humilde... negro joven", también declaró que tenía un "real genio".: 51 
Johnson regresó a Europa en 1930 trabajando para llegar a Francia en un carguero. Fue a Fionia, una isla danesa, para reunirse con Holcha Krake. La pareja firmó un acuerdo prenupcial el 28 de mayo de 1930 y se casaron unos días después en la ciudad de Kerteminde.: 55  Johnson y su esposa pasaron la mayor parte de la década de 1930 en Escandinavia, donde su interés por el arte popular influyó en su pintura. Sin embargo, a medida que aumentaron los sentimientos nazis en Alemania y Europa a fines de la década de 1930, muchos artistas se vieron afectados. El cuñado de Johnson, Christoph Voll, fue despedido de su puesto de profesor y su arte fue etiquetado como "degenerado". Johnson y Krake decidieron mudarse a los Estados Unidos en 1938.: 117 

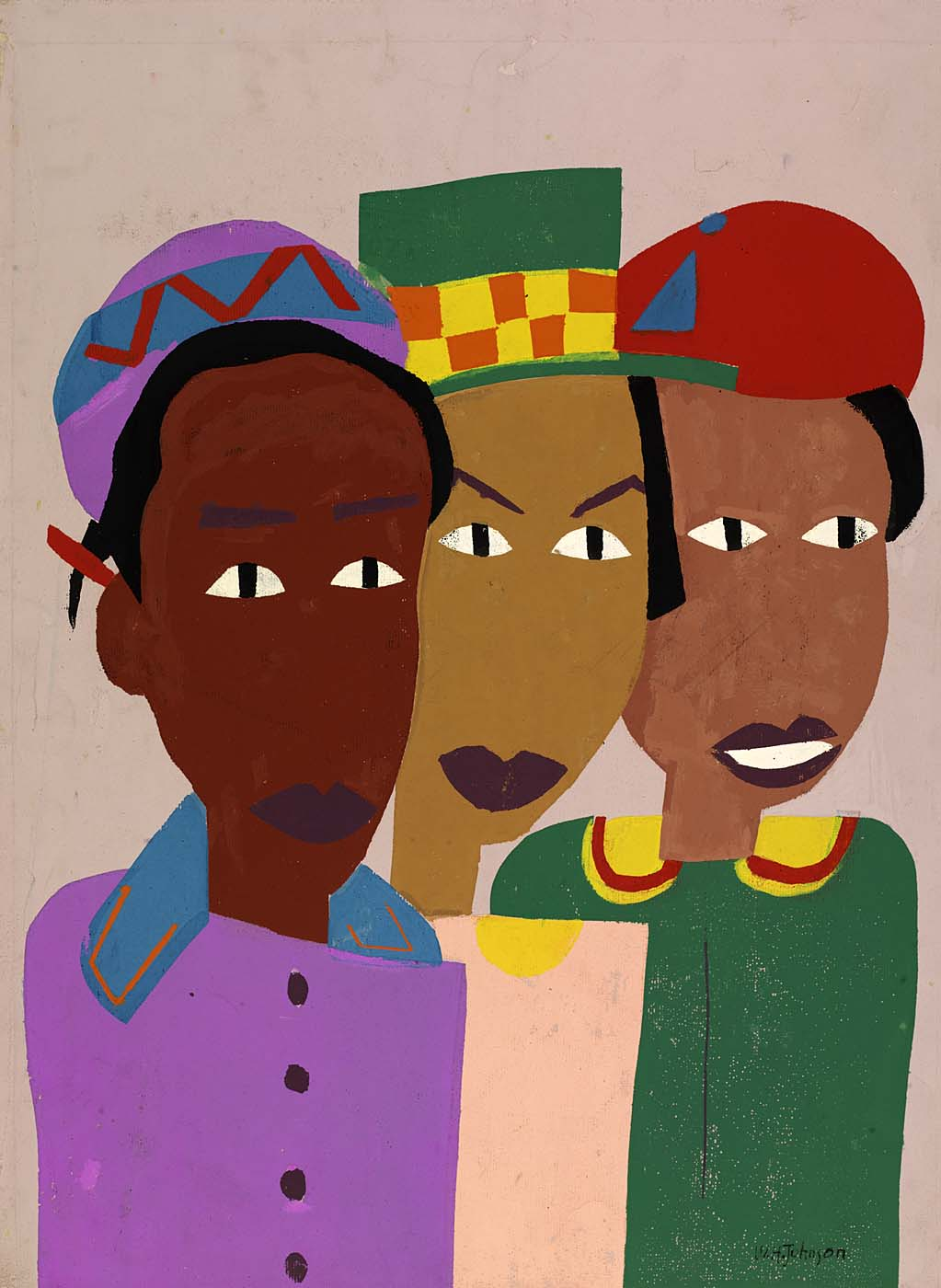
Tres amigos (ca. 1944), de William H. Johnson.

Con la ayuda de Mary Beattie Brady, Johnson finalmente encontró trabajo como maestro en el Harlem Community Art Center. Allí él y otros maestros instruyeron a unos 600 estudiantes por semana, como parte de un Proyecto Federal de Arte local apoyado por la Administración de Progreso de Obras. A través del Centro, Johnson conoció a importantes habitantes de Harlem como Henry Bannarn y Gwendolyn Knight.: 124  Se sumergió en la cultura y las tradiciones afroamericanas, produciendo pinturas que se caracterizaron por su simplicidad del arte popular. Johnson estaba decidido a "pintar a su propia gente".: 123 Celebró la cultura y las imágenes afroamericanas en los entornos urbanos de piezas como Vida en la calle: Harlem, Cafe y Músicos callejeros, y en los entornos rurales de Farm Couple at Work, Sowing, y Going to Market. Las realidades más duras de la vida de los negros se representaron en Chain Gang y Moon over Harlem, que fue una respuesta a los disturbios raciales de 1943 en Nueva York. Otra serie de trabajos mostró soldados y enfermeras en tiempos de guerra.: 123–180 Johnson realizó una exposición individual en las Galerías Alma Reed en 1941. Sin embargo, aunque disfrutó de un cierto éxito como artista durante las décadas de 1940 y 1950, nunca pudo lograr la estabilidad financiera.
A nivel personal, la década de 1940 fue difícil. Las malas noticias vinieron de Europa. Christoph Voll murió en Karlsruhe, Alemania, el 16 de junio de 1939, luego de ser interrogado por funcionarios nazis. La familia de Holcha soportó la ocupación alemana de Dinamarca en su hogar en Odense.: 155  En diciembre de 1942, Johnson y Krake se mudaron a un estudio más grande en Greenwich Village. Una semana después, las obras de arte, los suministros y las posesiones personales de Johnson fueron destruidos cuando el edificio se incendió.: 170 El 13 de enero de 1944, John sufrió más pérdidas cuando su esposa Holcha murió de cáncer de mama.: 181–182  Para lidiar con su dolor, volvió a visitar a su familia en Florence y pintó obras con temas religiosos, como el Mount Calvary. : 190–191  Mount Calvary y Booker T. Washington Legend (de la serie Johnson's Fighters for Freedom de 1945) se incluyeron en el programa The Black Artist Comes of Age: A National Survey of Contemporary American Artists en el Albany Institute of History and Art en 1945.: 200, 203 
En 1946, Johnson se fue a Dinamarca para estar con la familia de su esposa. Sin embargo, su comportamiento se volvió cada vez más errático. En el Hospital Ullevål en Oslo en la primavera de 1947, fue diagnosticado con sífilis que había deteriorado la función mental y motora. Como ciudadano estadounidense que ya no se consideraba mentalmente competente, la embajada de Estados Unidos en Oslo lo envió de regreso a Nueva York. El tribunal designó a un abogado como su tutor legal, y sus pertenencias fueron guardadas. Ingresó en el Hospital Estatal Central Islip en Long Island el 1 de diciembre de 1947, donde fue tratado por paresia inducida por sífilis.: 219–220  Pasó los últimos veintitrés años de su vida allí. Ya no pintó después de 1955 y murió el 13 de abril de 1970 de una hemorragia del páncreas.: 223, 227 

## Reconocimiento

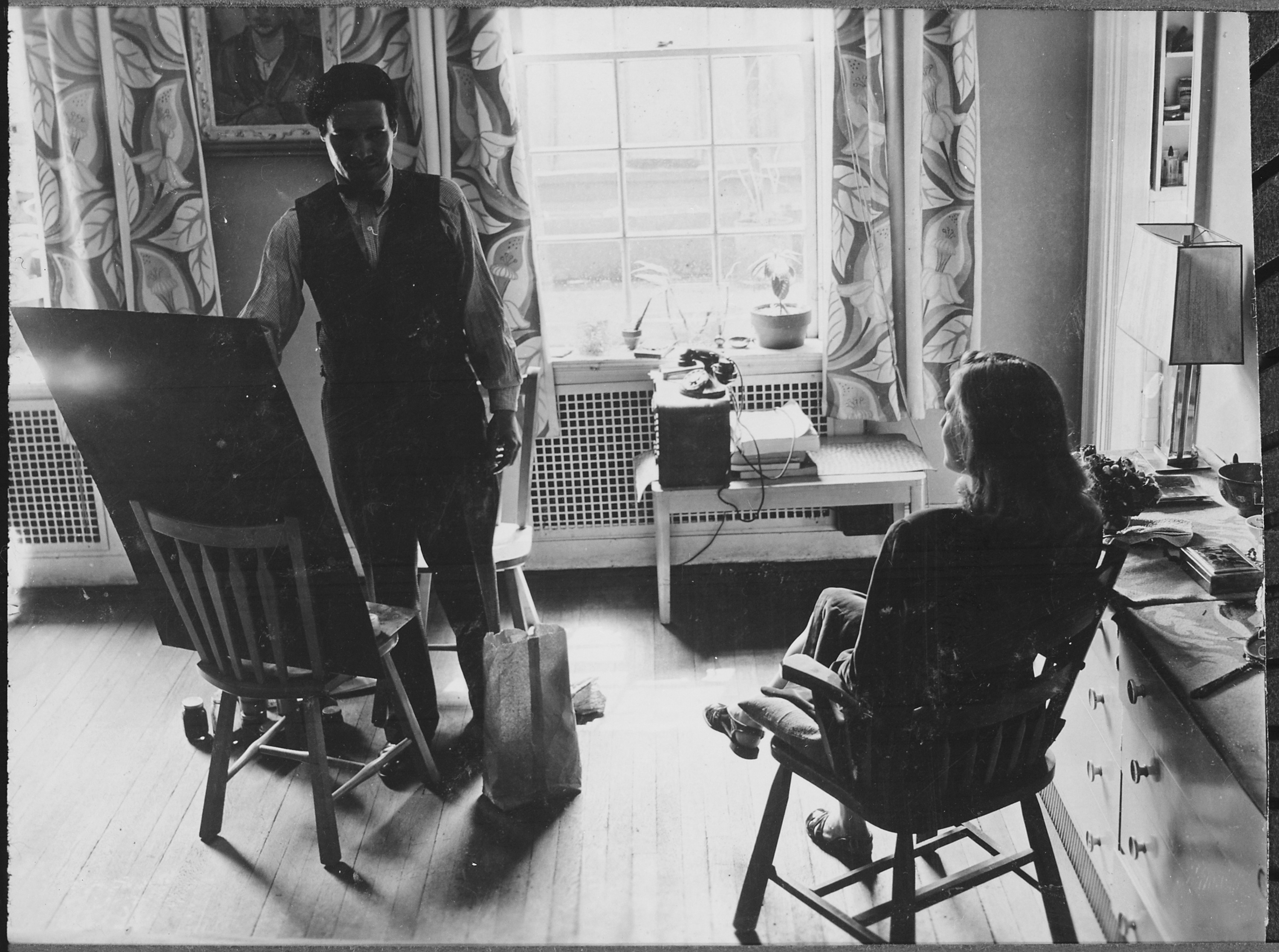
William Johnson en el trabajo, NARA.

En 1956, el trabajo de la vida de Johnson fue casi destruido cuando su cuidador lo declaró incapaz de pagar más tarifas de almacenamiento. En cambio, Helen Harriton, Mary Beattie Brady y otras personas acordaron con la corte que las pertenencias de Johnson fueran entregadas a la Fundación Harmon con derechos incondicionales sobre todas las obras. La fundación usaría los trabajos para avanzar en la comprensión interracial y apoyar los logros afroamericanos en las bellas artes. El 19 de abril de 1967, la Fundación Harmon entregó más de 1000 pinturas, acuarelas y grabados de Johnson al Smithsonian American Art Museum.: 223–225 
En 1991, el Museo de Arte Americano del Smithsoniano organizó y distribuyó una importante exposición de su obra de arte, Homecoming: The Art and Life of William H. Johnson, y, en 2006, organizaron y distribuyeron World on Paper de William H. Johnson. Una versión ampliada de esta exposición viajó al Museo Amon Carter en Fort Worth, Texas, el Museo de Arte de Filadelfia, y el Museo de Bellas Artes de Montgomery, Alabama, en 2007. 
La Fundación William H. Johnson para las Artes se estableció en 2001 en honor del centenario de William Johnson. Comenzando con Laylah Ali en 2002, la Fundación otorgó el Premio anual William H. Johnson a un artista afroamericano de carrera temprana.
En 2012, el Servicio Postal de los Estados Unidos emitió un sello en honor de Johnson, reconociéndolo como uno de los artistas afroamericanos más destacados de la nación y una figura importante en el arte estadounidense del siglo XX. El sello, el undécimo de la serie "American Treasures", muestra su pintura Flowers (1939–40), que muestra flores de colores brillantes en una pequeña mesa roja.